# Deep Blue

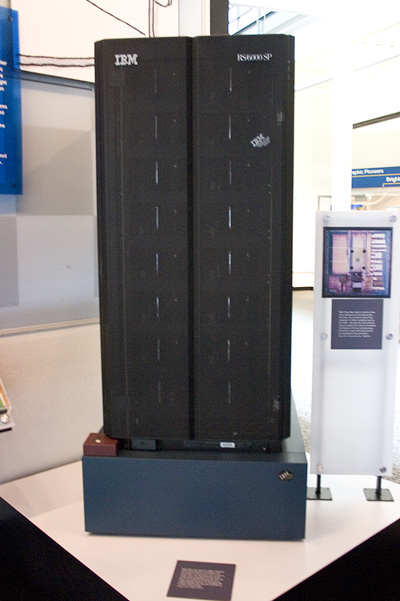
Deep Blue

Deep Blue a fost un supercomputer de mare putere dedicat exclusiv jocului de șah construit de IBM și care a susținut în anii 1996 și 1997 două meciuri, de câte 6 partide fiecare, împotriva campionului mondial de șah Garry Kasparov. După meciul din 1996, în care Deep Blue a fost învins, calculatorul a fost îmbunătățit masiv și la data de 11 mai 1997, computerul încheia cu o victorie cel de-al doilea turneu, învingând campionul mondial după două victorii, o înfrângere și trei partide încheiate la egalitate. Kasparov a sugerat că IBM ar fi trișat și a cerut revanșa, dar compania a refuzat și a dezasamblat supercomputerul.

## Istorie
Proiectul a debutat în 1985, atunci când Feng-hsiung Hsu lucrează alături de Thomas Anantharaman⁠(d) și Murray Campbell la ChipTest⁠(d), un calculator de șah, la Universitatea Carnagie Mellon. Succesorul său, Deep Thought⁠(d), a reprezentat a doua generație dezvoltată de echipa universității, dar acesta a fost învins cu ușurință, în 1989, într-o înfruntare de două partide cu Garry Kasparov și în cele două prin corespondență cu Michael Valvo⁠(d), în ciuda aprecierii laudative a lui Kasparov care estima coeficientul FIDE al calculatorului la 2480-2500.
În toamna anului 1989, echipa a fost cooptată de IBM în scopul creării unui supercomputer capabil să învingă campionul mondial Garry Kasparov, inițial Hsu și Campbell apoi Anantharaman care, ulterior, a părăsit IBM în favoarea Wall Street-ului. În locul său a fost adus Arthur Joseph Hoane pentru a îndeplini activități de programare iar Jerry Brody a fost recrutat pentru suport tehnic, în 1990. Echipa a fost condusă Randy Moulic, urmat de Chung-Jen (CJ) Tan.
După meciul susținut în 1989 de Deep Thought și pierdut clar în fața lui Kasparov, IBM a organizat un concurs privind numele supercomputerului proiectat a fi dezvoltat de noua echipă pe scheletul oferit de ChipTest și Deep Though, numele selectat fiind Deep Blue. După ce o versiune redusă, denumită Deep Blue Junior, a jucat împotriva Marelui Maestru Joel Benjamin⁠(d), echipa decide că marele campion american este ceea ce lipsea proiectului. Joel Benjamin semnează cu IBM Research urmând să asiste din punctul de vedere al jucatorului profesionist de șah pregatirile lui Deep Blue pentru confruntările cu Kasparov.
Echipa era completă iar rezultatul începe sa capete contur deși prototipul Deep Blue denumit Deep Thought II (din motive de promovare) își dovedește slabiciunile în 1995 când scoate remize cu Wchess, un program de șah care rula pe un computer personal sau pierzând în fața lui Fritz în 39 de mutări, un alt program de calculator ce rula pe un computer personal și care avea să devină campion mondial în acel an.

## Deep Blue împotriva lui Garry Kasparov

### Adversarii

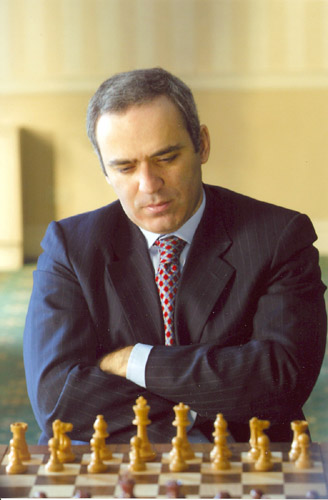
Garry Kasparov, Mare Maestru Internațional și campion mondial de șah timp de 15 ani consecutiv, 1985–2000

În final, Deep Blue cântărea 1,4 tone și era unul dintre cele mai performante calculatoare ale vremii. Beneficia de procesoare P2SC (Power Two Super Chip), un total de 256 de procesoare care lucrau în tandem. Limbajul de programare era scris în C și rula sub sistemul de operare AIX. Rezultatul brut era accesibil, rezultând un sistem în paralel performant capabil să calculeze 100-200 miliarde de poziții pe tabla de șah în timpul celor trei minute regulamentare de mutare în jocul clasic. După înfrângerea din prima confruntare cu Kasparov, Deep Blue a beneficiat de o îmbunătățire masivă, în special pe partea de viteză de calcul, capitol considerat esențial pentru calculatoarele de șah, devenind capabil să exploreze 200 de milioane de posibilități pe secundă, aproape dublu față de versiunea anterioară.
Adversarul puternicului Deep Blue era Garry Kasparov, campionul mondial de șah en titre, cu o vastă experiență și cu o carte de vizită impresionantă: la 5 ani a început să joace șah, la 12-13 ani devenea campionul Uniunii Sovietice (1976-1977), la 17 ani devenea campion mondial de juniori, la aceeași vărstă primind titlul de Mare Maestru Internațional. La 18 ani Kasparov cucerea titlul de campion al Uniunii Sovietice la seniori, pentru ca, în 1984, la 21 de ani, să devină finalist al campionatului mondial alături de Anatoly Karpov. Dupa un meci de 48 de partide în care Karpov conducea cu 5-3, președintele FIDE decide întreruperea în ciuda protestelor celor doi adversari, devenind primul și unicul campionat mondial fără rezultat. În anul următor, Kasparov cucerește titlul de campion mondial și îl va deține timp de 15 ani consecutiv între 1985 și 2000 (22-35 de ani) fiind clasat pe locul 1 în ierarhia FIDE aproape continuu timp de 22 de ani, din 1984 până în 2006 când se retrage din activitatea competițională. Este jucătorul de șah care a atins cel mai mare coeficient ELO din istorie, 2851 de puncte în 1999. Kasparov este considerat de mulți drept cel mai bun jucator de șah din istorie, la baza acestei opinii generalizate aflându-se rezultatele și coeficientul ELO unic de 2851 de puncte.
Campionul mondial a acceptat adesea provocările calculatoarelor de șah. În 1985, Kasparov a jucat simultan împotriva a 32 de calculatoare de top trimise de cele mai puternice companii din domeniu, obținând un scor perfect de 32 de victorii. Kasparov a jucat și împotriva predecesorului lui Deep Blue, Deep Thought, în 1989, învingând categoric in cele două partide disputate. Chiar și după înfrangerea larg mediatizată din fața lui Deep Blue, Kasparov a continuat să accepte provocările celor mai performante programe de șah.

### Prima confruntare - 1996
Primul turneu între Deep Blue și Garry Kasparov a avut loc în februarie 1996, în Philadelphia, Pennsylvania, având un premiu de 400.000 de dolari, și s-a încheiat cu victoria campionului mondial, scor final 4-2 (1 punct pentru victorie și ½ pentru remiză). De menționat faptul ca Deep Blue nu era capabil sa ofere sau să accepte remiza, decizia aparținând echipei de tehnicieni iar regulile stipulau ca intervenții umane pentru Deep Blue să fie permise doar între meciuri, niciodata în timpul meciului, cu excepția deciziei de remiză sau a cele de a ceda.
| Număr partidă #                                 | Piesele albe | Piesele negre | Rezultat | Comentariu                                                 |
| ----------------------------------------------- | ------------ | ------------- | -------- | ---------------------------------------------------------- |
| 1                                               | Deep Blue    | Kasparov      | 1–0      |                                                            |
| 2                                               | Kasparov     | Deep Blue     | 1–0      |                                                            |
| 3                                               | Deep Blue    | Kasparov      | ½–½      | Remiză de comun acord                                      |
| 4                                               | Kasparov     | Deep Blue     | ½–½      | Remiză de comun acord                                      |
| 5                                               | Deep Blue    | Kasparov      | 0–1      | Kasparov a oferit remiză la mutarea 23. Propunere refuzată |
| 6                                               | Kasparov     | Deep Blue     | 1–0      |                                                            |
| Rezultat final: Garry Kasparov – Deep Blue: 4–2 |              |               |          |                                                            |

| 1.e4 c5 2.c3 d5 3.exd5 Dxd5 4.d4 Cf6 5.Cf3 Ng4 6.Ne2 e6 7.h3 Nh5 8.O-O Cc6 9.Ne3 cxd4 10.cxd4 Nb4 11.a3 Na5 12.Cc3 Dd6 | 13.Cb5 De7 14.Ce5 Nxe2 15.Dxe2 O-O 16.Tac1 Tac8 17.Ng5 Nb6 18.Nxf6 gxf6 19.Cc4 Tfd8 20.Cxb6 axb6 21.Tfd1 f5 22.De3 Df6 23.d5 Txd5 24.Txd5 exd5 25.b3 Rh8 | 26.Dxb6 Tg8 27.Dc5 d4 28.Cd6 f4 29.Cxb7 Ce5 30.Dd5 f3 31.g3 Cd3 32.Tc7 Te8 33.Cd6 Te1+ 34.Rh2 Cxf2 35.Cxf7+ Rg7 36.Cg5+ Rh6 37.Txh7+ Negrul cedează |

|       |       |       |       |       |       |       |       |       |  |
|       | a8 __ | b8 __ | c8 __ | d8 __ | e8 __ | f8 __ | g8 __ | h8 __ |  |
| a7 __ | b7 __ | c7 __ | d7 __ | e7 __ | f7 __ | g7 __ | h7 rl |       |  |
| a6 __ | b6 __ | c6 __ | d6 __ | e6 __ | f6 qd | g6 __ | h6 kd |       |  |
| a5 __ | b5 __ | c5 __ | d5 ql | e5 __ | f5 __ | g5 nl | h5 __ |       |  |
| a4 __ | b4 __ | c4 __ | d4 pd | e4 __ | f4 __ | g4 __ | h4 __ |       |  |
| a3 pl | b3 pl | c3 __ | d3 __ | e3 __ | f3 pd | g3 pl | h3 pl |       |  |
| a2 __ | b2 __ | c2 __ | d2 __ | e2 __ | f2 nd | g2 __ | h2 kl |       |  |
| a1 __ | b1 __ | c1 __ | d1 __ | e1 rd | f1 __ | g1 __ | h1 __ |       |  |
|       |       |       |       |       |       |       |       |       |  |

| Data: 11 feb 1996 Alb: Garry Kasparov Negru: Deep Blue Deschidere: Deschiderea Catalană \| 1.Cf3 d5 2.d4 e6 3.g3 c5 4.Ng2 Cc6 5.O-O Cf6 6.c4 dxc4 7.Ce5 Nd7 8.Ca3 cxd4 9.Caxc4 Nc5 10.Db3 O-O 11.Dxb7 Cxe5 12.Cxe5 Tb8 13.Df3 Nd6 14.Cc6 Nxc6 15.Dxc6 e5 16.Tb1 Tb6 17.Da4 Db8 18.Ng5 Ne7 19.b4 Nxb4 20.Nxf6 gxf6 21.Dd7 Dc8 22.Dxa7 Tb8 23.Da4 Nc3 24.Txb8 Dxb8 \| 25.Ne4 Dc7 26.Da6 Rg7 27.Dd3 Tb8 28.Nxh7 Tb2 29.Ne4 Txa2 30.h4 Dc8 31.Df3 Ta1 32.Txa1 Nxa1 33.Dh5 Dh8 34.Dg4+ Rf8 35.Dc8+ Rg7 36.Dg4+ Rf8 37.Nd5 Re7 38.Nc6 Rf8 39.Nd5 Re7 40.Df3 Nc3 41.Nc4 Dc8 42.Dd5 De6 43.Db5 Dd7 44.Dc5+ Dd6 45.Da7+ Dd7 46.Da8 Dc7 47.Da3+ Dd6 48.Da2 f5 49.Nxf7 e4 \| 49.Nxf7 e4 50.Nh5 Df6 51.Da3+ Rd7 52.Da7+ Rd8 53.Db8+ Rd7 54.Ne8+ Re7 55.Nb5 Nd2 56.Dc7+ Rf8 57.Nc4 Nc3 58.Rg2 Ne1 59.Rf1 Nc3 60.f4 exf3 61.exf3 Nd2 62.f4 Re8 63.Dc8+ Re7 64.Dc5+ Rd8 65.Nd3 Ne3 66.Dxf5 Dc6 67.Df8+ Rc7 68.De7+ Rc8 69.Nf5+ Rb8 70.Dd8+ Rb7 71.Dd7+ Dxd7 72.Nxd7 Rc7 73.Nb5 Negrul cedează \| | | |
| 1.Cf3 d5 2.d4 e6 3.g3 c5 4.Ng2 Cc6 5.O-O Cf6 6.c4 dxc4 7.Ce5 Nd7 8.Ca3 cxd4 9.Caxc4 Nc5 10.Db3 O-O 11.Dxb7 Cxe5 12.Cxe5 Tb8 13.Df3 Nd6 14.Cc6 Nxc6 15.Dxc6 e5 16.Tb1 Tb6 17.Da4 Db8 18.Ng5 Ne7 19.b4 Nxb4 20.Nxf6 gxf6 21.Dd7 Dc8 22.Dxa7 Tb8 23.Da4 Nc3 24.Txb8 Dxb8 | 25.Ne4 Dc7 26.Da6 Rg7 27.Dd3 Tb8 28.Nxh7 Tb2 29.Ne4 Txa2 30.h4 Dc8 31.Df3 Ta1 32.Txa1 Nxa1 33.Dh5 Dh8 34.Dg4+ Rf8 35.Dc8+ Rg7 36.Dg4+ Rf8 37.Nd5 Re7 38.Nc6 Rf8 39.Nd5 Re7 40.Df3 Nc3 41.Nc4 Dc8 42.Dd5 De6 43.Db5 Dd7 44.Dc5+ Dd6 45.Da7+ Dd7 46.Da8 Dc7 47.Da3+ Dd6 48.Da2 f5 49.Nxf7 e4 | 49.Nxf7 e4 50.Nh5 Df6 51.Da3+ Rd7 52.Da7+ Rd8 53.Db8+ Rd7 54.Ne8+ Re7 55.Nb5 Nd2 56.Dc7+ Rf8 57.Nc4 Nc3 58.Rg2 Ne1 59.Rf1 Nc3 60.f4 exf3 61.exf3 Nd2 62.f4 Re8 63.Dc8+ Re7 64.Dc5+ Rd8 65.Nd3 Ne3 66.Dxf5 Dc6 67.Df8+ Rc7 68.De7+ Rc8 69.Nf5+ Rb8 70.Dd8+ Rb7 71.Dd7+ Dxd7 72.Nxd7 Rc7 73.Nb5 Negrul cedează |

| Data: 13 feb 1996 Alb: Deep Blue Negru: Garry Kasparov Deschidere: Apărarea siciliană Răspuns: Variația Alapin \| 1.e4 c5 2.c3 d5 3.exd5 Dxd5 4.d4 Cf6 5.Cf3 Ng4 6.Ne2 e6 7.O-O Cc6 8.Ne3 cxd4 9.cxd4 Nb4 10.a3 Na5 11.Cc3 Dd6 12.Ce5 Nxe2 13.Dxe2 Nxc3 \| 14.Nxc3 Cxe5 15.Nf4 Cf3+ 16.Dxf3 Dd5 17.Dd3 Tc8 18.Tfc1 Dc4 19.Dxc4 Txc4 20.TcN1 N6 21.Nb8 Ta4 22.Tb4 Ta5 23.Tc4 O-O 24.Nd6 Ta8 25.Tc6 N5 26.Rf1 Ta4 \| 27.Tb1 a6 28.Re2 h5 29.Rd3 Td8 30.Ne7 Td7 31.Nxf6 gxf6 32.Tb3 Rg7 33.Re3 e5 34.g3 exd4 35.cxd4 Te7+ 36.Rf3 Td7 37.Td3 Taxd4 38.Txd4 Txd4 39.Txa6 N4 Remiză de comun acord \| | | |
| 1.e4 c5 2.c3 d5 3.exd5 Dxd5 4.d4 Cf6 5.Cf3 Ng4 6.Ne2 e6 7.O-O Cc6 8.Ne3 cxd4 9.cxd4 Nb4 10.a3 Na5 11.Cc3 Dd6 12.Ce5 Nxe2 13.Dxe2 Nxc3 | 14.Nxc3 Cxe5 15.Nf4 Cf3+ 16.Dxf3 Dd5 17.Dd3 Tc8 18.Tfc1 Dc4 19.Dxc4 Txc4 20.TcN1 N6 21.Nb8 Ta4 22.Tb4 Ta5 23.Tc4 O-O 24.Nd6 Ta8 25.Tc6 N5 26.Rf1 Ta4 | 27.Tb1 a6 28.Re2 h5 29.Rd3 Td8 30.Ne7 Td7 31.Nxf6 gxf6 32.Tb3 Rg7 33.Re3 e5 34.g3 exd4 35.cxd4 Te7+ 36.Rf3 Td7 37.Td3 Taxd4 38.Txd4 Txd4 39.Txa6 N4 Remiză de comun acord |

| Data: 14 feb 1996 Alb: Garry Kasparov Negru: Deep Blue Deschidere: Apărarea semi-slavă \| 1.Cf3 d5 2.d4 c6 3.c4 e6 4.Cbd2 Cf6 5.e3 Cbd7 6.Nd3 Nd6 7.e4 dxe4 8.Cxe4 Cxe4 9.Nxe4 O-O 10.O-O h6 11.Nc2 e5 12.Te1 exd4 13.Dxd4 Nc5 14.Dc3 a5 15.a3 Cf6 16.Ne3 Nxe3 17.Txe3 Ng4 \| 18.Ce5 Te8 19.Tae1 Ne6 20.f4 Dc8 21.h3 b5 22.f5 Nxc4 23.Cxc4 Nxc4 24.Txe8+ Cxe8 25.Te4 Cf6 26.Txc4 Cd5 27.De5 Dd7 28.Tg4 f6 29.Dd4 Rh7 30.Te4 Td8 31.Rh1 Dc7 32.Df2 Db8 33.Na4 c5 34.Nc6 c4 \| 35.Txc4 Cb4 36.Nf3 Cd3 37.Dh4 Dxb2 38.Dg3 Dxa3 39.Tc7 Df8 40.Ta7 Ce5 41.Txa5 Df7 42.Txe5 fxe5 43.Dxe5 Te8 44.Df4 Df6 45.Nh5 Tf8 46.Ng6+ Rh8 47.Dc7 Dd4 48.Rh2 Ta8 49.Nh5 Df6 50.Ng6 Tg8 Remiză de comun acord \| | | |
| 1.Cf3 d5 2.d4 c6 3.c4 e6 4.Cbd2 Cf6 5.e3 Cbd7 6.Nd3 Nd6 7.e4 dxe4 8.Cxe4 Cxe4 9.Nxe4 O-O 10.O-O h6 11.Nc2 e5 12.Te1 exd4 13.Dxd4 Nc5 14.Dc3 a5 15.a3 Cf6 16.Ne3 Nxe3 17.Txe3 Ng4 | 18.Ce5 Te8 19.Tae1 Ne6 20.f4 Dc8 21.h3 b5 22.f5 Nxc4 23.Cxc4 Nxc4 24.Txe8+ Cxe8 25.Te4 Cf6 26.Txc4 Cd5 27.De5 Dd7 28.Tg4 f6 29.Dd4 Rh7 30.Te4 Td8 31.Rh1 Dc7 32.Df2 Db8 33.Na4 c5 34.Nc6 c4 | 35.Txc4 Cb4 36.Nf3 Cd3 37.Dh4 Dxb2 38.Dg3 Dxa3 39.Tc7 Df8 40.Ta7 Ce5 41.Txa5 Df7 42.Txe5 fxe5 43.Dxe5 Te8 44.Df4 Df6 45.Nh5 Tf8 46.Ng6+ Rh8 47.Dc7 Dd4 48.Rh2 Ta8 49.Nh5 Df6 50.Ng6 Tg8 Remiză de comun acord |

| Data: 16 feb 1996 Alb: Deep Blue Negru: Garry Kasparov Deschidere: Jocul celor patru cai \| 1.e4 e5 2.Cf3 Cf6 3.Cc3 Cc6 4.d4 exd4 5.Cxd4 Nb4 6.Cxc6 Nxc6 7.Nd3 d5 8.exd5 cxd5 9.O-O O-O 10.Ng5 c6 11.Df3 Ne7 12.Tae1 Te8 13.Ce2 h6 14.Nf4 Nd6 15.Cd4 Ng4 16.Dg3 Nxf4 \| 17.Dxf4 Db6 18.c4 Nd7 19.cxd5 cxd5 20.Txe8+ Txe8 21.Dd2 Ce4 22.Nxe4 dxe4 23.b3 Td8 24.Dc3 f5 25.Td1 Ne6 26.De3 Nf7 27.Dc3 f4 28.Td2 Df6 29.g3 Td5 30.a3 Rh7 31.Rg2 De5 32.f3 e3 \| 33.Td3 e2 34.gxf4 e1=D 35.fxe5 Dxc3 36.Txc3 Txd4 37.b4 Nc4 38.Rf2 g5 39.Te3 Ne6 40.Tc3 Nc4 41.Te3 Td2+ 42.Re1 Td3 43.Rf2 Rg6 44.Txd3 Nxd3 45.Re3 Nc2 46.Rd4 Rf5 47.Rd5 h5 Albul cedează \| | | |
| 1.e4 e5 2.Cf3 Cf6 3.Cc3 Cc6 4.d4 exd4 5.Cxd4 Nb4 6.Cxc6 Nxc6 7.Nd3 d5 8.exd5 cxd5 9.O-O O-O 10.Ng5 c6 11.Df3 Ne7 12.Tae1 Te8 13.Ce2 h6 14.Nf4 Nd6 15.Cd4 Ng4 16.Dg3 Nxf4 | 17.Dxf4 Db6 18.c4 Nd7 19.cxd5 cxd5 20.Txe8+ Txe8 21.Dd2 Ce4 22.Nxe4 dxe4 23.b3 Td8 24.Dc3 f5 25.Td1 Ne6 26.De3 Nf7 27.Dc3 f4 28.Td2 Df6 29.g3 Td5 30.a3 Rh7 31.Rg2 De5 32.f3 e3 | 33.Td3 e2 34.gxf4 e1=D 35.fxe5 Dxc3 36.Txc3 Txd4 37.b4 Nc4 38.Rf2 g5 39.Te3 Ne6 40.Tc3 Nc4 41.Te3 Td2+ 42.Re1 Td3 43.Rf2 Rg6 44.Txd3 Nxd3 45.Re3 Nc2 46.Rd4 Rf5 47.Rd5 h5 Albul cedează |

| Data: 17 feb 1996 Alb: Garry Kasparov Negru: Deep Blue Deschidere: Gambitul damei refuzat \| 1.Cf3 d5 2.d4 c6 3.c4 e6 4.Cbd2 Cf6 5.e3 c5 6.b3 Cc6 7.Nb2 cxd4 8.exd4 Ne7 9.Tc1 O-O 10.Nd3 Nd7 11.O-O Ch5 12.Te1 Cf4 13.Nb1 Nd6 14.g3 Cg6 15.Ce5 Tc8 \| 16.Cxd7 Dxd7 17.Cf3 Nb4 18.Te3 Tfd8 19.h4 Cge7 20.a3 Na5 21.b4 Nc7 22.c5 Te8 23.Dd3 g6 24.Te2 Cf5 25.Nc3 h5 26.b5 Cce7 27.Nd2 Rg7 28.a4 Ta8 29.a5 a6 \| 30.b6 Nb8 31.Nc2 Cc6 32.Na4 Te7 33.Nc3 Ce5 34.dxe5 Dxa4 35.Cd4 Cxd4 36.Dxd4 Dd7 37.Nd2 Te8 38.Ng5 Tc8 39.Nf6+ Rh7 40.c6 bxc6 41.Dc5 Rh6 42.Tb2 Db7 43.Tb4 Negrul cedează \| | | |
| 1.Cf3 d5 2.d4 c6 3.c4 e6 4.Cbd2 Cf6 5.e3 c5 6.b3 Cc6 7.Nb2 cxd4 8.exd4 Ne7 9.Tc1 O-O 10.Nd3 Nd7 11.O-O Ch5 12.Te1 Cf4 13.Nb1 Nd6 14.g3 Cg6 15.Ce5 Tc8 | 16.Cxd7 Dxd7 17.Cf3 Nb4 18.Te3 Tfd8 19.h4 Cge7 20.a3 Na5 21.b4 Nc7 22.c5 Te8 23.Dd3 g6 24.Te2 Cf5 25.Nc3 h5 26.b5 Cce7 27.Nd2 Rg7 28.a4 Ta8 29.a5 a6 | 30.b6 Nb8 31.Nc2 Cc6 32.Na4 Te7 33.Nc3 Ce5 34.dxe5 Dxa4 35.Cd4 Cxd4 36.Dxd4 Dd7 37.Nd2 Te8 38.Ng5 Tc8 39.Nf6+ Rh7 40.c6 bxc6 41.Dc5 Rh6 42.Tb2 Db7 43.Tb4 Negrul cedează |

Prima partidă a coincis cu victoria lui Deep Blue. Era pentru prima dată când un campion mondial era învins de un calculator de șah. Victoria a fost apreciată, în mod surprinzător, drept binevenită de către Kasparov, acesta declarând că „înfrângerea a fost cel mai bun lucru care i se putea întâmpla”, astfel fiind capabil să afle cât de puternic este Deep Blue, să-i determine slabiciunile, să-și schimbe și să iși adapteze strategia și stilul de joc, lucruri mult mai greu de perfectat în partidele finale cand ar fi putut fi prea târziu. Totuși, într-o primă fază, "Kasparov era devastat", conform declarației antrenorului său pentru jocul împotriva calculatoarelor Frederick Friedel, "exista teoretic posibilitatea ca Deep Blue să fie invincibil iar Kasparov sa piardă toate cele 6 partide". Kasparov revine și câștigă următoarea partidă urmată de două remize. Echipa tehnică din spatele Deep Blue își reproșează respingerea ofertei de remiză din partida a cincea, câștigată de campion, Deep Blue fiind copleșit apoi și în ultima. Deși victorios, tot Kasparov este cel care lansează o ofertă de revanșă pentru anul următor, provocare acceptată imediat de echipa din spatele Deep Blue.

### A doua confruntare - 1997
După semieșecul din 1996, „Monstrului” (după cum îi plăcea lui Kasparov să-și numească totuși apreciativ aversarul) i se dublează viteza de calcul, intrând pe poziția 259 în topul celor mai performante 500 supercalculatoare ale vremii cu valoarea atinsă de 11,38 GFLOPS pe testerul de performanțe LINPACK⁠(d). Deep Blue putea calcula în adâncime o medie de 12-16 jumătăți de mutare, în unele situații chiar și 40 sau mai multe, momente în care Deep Blue „era ca un Dumnezeu al șahului”, așa cum îl caracteriza Kasparov. Conform lui Levy și Newborn, fiecare jumătate de mutare suplimentară calculată de Deep Blue creștea valoarea mutării efective cu 50 pâna la 70 puncte Elo.
Valoarea de evaluare a lui Deep Blue era scrisă într-o formă generalizată, cu parametri euristici, lasând la latitudinea calculatorului să determine valoarea optimă prin comparație (ca de exemplu importanța securității regelui cu avantajul pozițional în centrul tablei) și analiza a mii de partide disputate între maeștri. Funcția de evaluare era împărțită între 8000 de componente ale sistemului, multe dintre ele proiectate pentru poziții speciale, iar memoria deschiderilor înmagazina peste 4000 de posibilități (la care au contribuit marii maeștri Miguel Illescas⁠(d), John Fedorowicz⁠(d), Nick de Firmian⁠(d) și Joel Benjamin⁠(d)), 700.000 de partide ale marilor maeștri precum și toate pozițiile finalurilor cu 5 sau sub 5 piese. Îmbunătățirea radicală a lui Deep Blue i-a atras acestuia supranumele neoficial de Deeper Blue. Kasparov a solicitat IBM acces la partidele lui Deep Blue pentru a se familiariza cu stilul acestuia dar a fost refuzat, in ciuda faptului ca Deep Blue dispunea de analiza a sute de jocuri ale lui Kasparov.
Al doilea turneu s-a desfășurat în luna mai a anului 1997, la New York, pentru o bursă acordată învingătorului de 700.000 de dolari iar învinsului de 400.000. Printre cele 20 de reguli ale revanșei, dincolo de cele clasice ale jocului de șah, multe erau similare celor din primul meci, adaptate situației atipice a adversarilor: tehnicienii lui Deep Blue nu puteau interveni decât între partide, cu excepția ofertării sau acceptării remizei precum și a cedării jocului când se considera că se impune. Meciul s-a încheiat cu victoria lui Deep Blue cu scorul 3½–2½, pentru prima dată când un campion mondial era învins de un calculator de șah într-un turneu și pentru prima dată în cariera sa când Kasparov era învins de un adversar într-un turneu, dacă se face abstracție de finala campionatului mondial din 1984 dintre Kasparov și Karpov când a fost întreruptă de președintele FIDE, încheindu-se nedecis.
| Număr partidă #                                   | Piesele albe | Piesele negre | Rezultat | Comentariu            |
| ------------------------------------------------- | ------------ | ------------- | -------- | --------------------- |
| 1                                                 | Kasparov     | Deep Blue     | 1–0      |                       |
| 2                                                 | Deep Blue    | Kasparov      | 1–0      |                       |
| 3                                                 | Kasparov     | Deep Blue     | ½–½      | Remiză de comun acord |
| 4                                                 | Deep Blue    | Kasparov      | ½–½      | Remiză de comun acord |
| 5                                                 | Kasparov     | Deep Blue     | ½–½      | Remiză de comun acord |
| 6                                                 | Deep Blue    | Kasparov      | 1–0      |                       |
| Rezultat final: Deep Blue – Garry Kasparov: 3½–2½ |              |               |          |                       |

| Data: 3 mai 1997 Alb: Garry Kasparov Negru: Deep Blue Deschidere: Indiana regelui \| 1.Cf3 d5 2.g3 Ng4 3.b3 Cd7 4.Nb2 e6 5.Ng2 Cgf6 6.O-O c6 7.d3 Nd6 8.Cbd2 O-O 9.h3 Nh5 10.e3 h6 11.De1 Da5 12.a3 Nc7 13.Ch4 g5 14.Chf3 e5 15.e4 Tfe8 \| 16.Ch2 Db6 17.Dc1 a5 18.Te1 Nd6 19.Cdf1 dxe4 20.dxe4 Nc5 21.Ce3 Tad8 22.Chf1 g4 23.hxg4 Cxg4 24.f3 Cxe3 25.Cxe3 Ne7 26.Rh1 Ng5 27.Te2 a4 28.b4 f5 29.exf5 e4 30.f4 Nxe2 \| 31.fxg5 Ce5 32.g6 Nf3 33.Nc3 Db5 34.Df1 Dxf1+ 35.Txf1 h5 36.Rg1 Rf8 37.Nh3 b5 38.Rf2 Rg7 39.g4 Rh6 40.Tg1 hxg4 41.Nxg4 Nxg4 42.Cxg4+ Cxg4+ 43.Txg4 Td5 44.f6 Td1 45.g7 Negrul cedează \| | | |
| 1.Cf3 d5 2.g3 Ng4 3.b3 Cd7 4.Nb2 e6 5.Ng2 Cgf6 6.O-O c6 7.d3 Nd6 8.Cbd2 O-O 9.h3 Nh5 10.e3 h6 11.De1 Da5 12.a3 Nc7 13.Ch4 g5 14.Chf3 e5 15.e4 Tfe8 | 16.Ch2 Db6 17.Dc1 a5 18.Te1 Nd6 19.Cdf1 dxe4 20.dxe4 Nc5 21.Ce3 Tad8 22.Chf1 g4 23.hxg4 Cxg4 24.f3 Cxe3 25.Cxe3 Ne7 26.Rh1 Ng5 27.Te2 a4 28.b4 f5 29.exf5 e4 30.f4 Nxe2 | 31.fxg5 Ce5 32.g6 Nf3 33.Nc3 Db5 34.Df1 Dxf1+ 35.Txf1 h5 36.Rg1 Rf8 37.Nh3 b5 38.Rf2 Rg7 39.g4 Rh6 40.Tg1 hxg4 41.Nxg4 Nxg4 42.Cxg4+ Cxg4+ 43.Txg4 Td5 44.f6 Td1 45.g7 Negrul cedează |

| Data: 4 mai 1997 Alb: Deep Blue Negru: Garry Kasparov Deschidere: Deschiderea Lopez \| 1.e4 e5 2.Cf3 Cc6 3.Nb5 a6 4.Na4 Cf6 5.O-O Ne7 6.Te1 b5 7.Nb3 d6 8.c3 O-O 9.h3 h6 10.d4 Te8 11.Cbd2 Nf8 12.Cf1 Nd7 13.Cg3 Ca5 14.Nc2 c5 15.b3 Cc6 \| 16.d5 Ce7 17.Ne3 Cg6 18.Dd2 Ch7 19.a4 Ch4 20.Cxh4 Dxh4 21.De2 Dd8 22.b4 Dc7 23.Tec1 c4 24.Ta3 Tec8 25.Tca1 Dd8 26.f4 Cf6 27.fxe5 dxe5 28.Df1 Ce8 29.Df2 Cd6 30.Nb6 De8 \| 31.T3a2 Be7 32.Nc5 Bf8 33.Cf5 Bxf5 34.exf5 f6 35.Nxd6 Nxd6 36.axb5 axb5 37.Ne4 Txa2 38.Dxa2 Dd7 39.Da7 Tc7 40.Db6 Tb7 41.Ta8+ Rf7 42.Da6 Dc7 43.Dc6 Db6+ 44.Rf1 Tb8 45.Ta6 Negrul cedează \| | | |
| 1.e4 e5 2.Cf3 Cc6 3.Nb5 a6 4.Na4 Cf6 5.O-O Ne7 6.Te1 b5 7.Nb3 d6 8.c3 O-O 9.h3 h6 10.d4 Te8 11.Cbd2 Nf8 12.Cf1 Nd7 13.Cg3 Ca5 14.Nc2 c5 15.b3 Cc6 | 16.d5 Ce7 17.Ne3 Cg6 18.Dd2 Ch7 19.a4 Ch4 20.Cxh4 Dxh4 21.De2 Dd8 22.b4 Dc7 23.Tec1 c4 24.Ta3 Tec8 25.Tca1 Dd8 26.f4 Cf6 27.fxe5 dxe5 28.Df1 Ce8 29.Df2 Cd6 30.Nb6 De8 | 31.T3a2 Be7 32.Nc5 Bf8 33.Cf5 Bxf5 34.exf5 f6 35.Nxd6 Nxd6 36.axb5 axb5 37.Ne4 Txa2 38.Dxa2 Dd7 39.Da7 Tc7 40.Db6 Tb7 41.Ta8+ Rf7 42.Da6 Dc7 43.Dc6 Db6+ 44.Rf1 Tb8 45.Ta6 Negrul cedează |

| Data: 6 mai 1997 Alb: Garry Kasparov Negru: Deep Blue Deschidere: Deschiderea Mieses \| 1.d3 e5 2.Cf3 Cc6 3.c4 Cf6 4.a3 d6 5.Cc3 Ne7 6.g3 O-O 7.Ng2 Ne6 8.O-O Dd7 9.Cg5 Nf5 10.e4 Ng4 11.f3 Nh5 12.Ch3 Cd4 13.Cf2 h6 14.Ne3 c5 15.b4 b6 16.Tb1 Rh8 \| 17.Tb2 a6 18.bxc5 bxc5 19.Nh3 Dc7 20.Ng4 Ng6 21.f4 exf4 22.gxf4 Da5 23.Nd2 Dxa3 24.Ta2 Db3 25.f5 Dxd1 26.Nxd1 Nh7 27.Ch3 Tfb8 28.Cf4 Nd8 29.Cfd5 Cc6 30.Nf4 Ce5 31.Na4 Cxd5 32.Cxd5 a5 33.Nb5 Ta7 \| 34.Rg2 g5 35.Bxe5+ dxe5 36.f6 Ng6 37.h4 gxh4 38.Rh3 Rg8 39.Rxh4 Rh7 40.Rg4 Bc7 41.Cxc7 Txc7 42.Txa5 Td8 43.Tf3 Rh8 44.Rh4 Rg8 45.Ta3 Rh8 46.Ta6 Rh7 47.Ta3 Rh8 48.Ta6 Remiză de comun acord \| | | |
| 1.d3 e5 2.Cf3 Cc6 3.c4 Cf6 4.a3 d6 5.Cc3 Ne7 6.g3 O-O 7.Ng2 Ne6 8.O-O Dd7 9.Cg5 Nf5 10.e4 Ng4 11.f3 Nh5 12.Ch3 Cd4 13.Cf2 h6 14.Ne3 c5 15.b4 b6 16.Tb1 Rh8 | 17.Tb2 a6 18.bxc5 bxc5 19.Nh3 Dc7 20.Ng4 Ng6 21.f4 exf4 22.gxf4 Da5 23.Nd2 Dxa3 24.Ta2 Db3 25.f5 Dxd1 26.Nxd1 Nh7 27.Ch3 Tfb8 28.Cf4 Nd8 29.Cfd5 Cc6 30.Nf4 Ce5 31.Na4 Cxd5 32.Cxd5 a5 33.Nb5 Ta7 | 34.Rg2 g5 35.Bxe5+ dxe5 36.f6 Ng6 37.h4 gxh4 38.Rh3 Rg8 39.Rxh4 Rh7 40.Rg4 Bc7 41.Cxc7 Txc7 42.Txa5 Td8 43.Tf3 Rh8 44.Rh4 Rg8 45.Ta3 Rh8 46.Ta6 Rh7 47.Ta3 Rh8 48.Ta6 Remiză de comun acord |

| Data: 7 mai 1997 Alb: Deep Blue Negru: Garry Kasparov Deschidere: Apărarea Caro-Kann \| 1.e4 c6 2.d4 d6 3.Cf3 Cf6 4.Cc3 Ng4 5.h3 Nh5 6.Nd3 e6 7.De2 d5 8.Ng5 Ne7 9.e5 Cfd7 10.Nxe7 Dxe7 11.g4 Ng6 12.Nxg6 hxg6 13.h4 Ca6 14.O-O-O O-O-O 15.Tdg1 Cc7 16.Rb1 f6 17.exf6 Dxf6 18.Tg3 Tde8 19.Te1 Thf8 \| 20.Cd1 e5 21.dxe5 Df4 22.a3 Ce6 23.Cc3 Cdc5 24.b4 Cd7 25.Dd3 Df7 26.b5 Cdc5 27.De3 Df4 28.bxc6 bxc6 29.Td1 Rc7 30.Ra1 Dxe3 31.fxe3 Tf7 32.Th3 Tef8 33.Cd4 Tf2 34.Tb1 Tg2 35.Cce2 Txg4 36.Cxe6+ Cxe6 37.Cd4 Cxd4 38.exd4 Txd4 \| 39.Tg1 Tc4 40.Txg6 Txc2 41.Txg7+ Rb6 42.Tb3+ Rc5 43.Txa7 Tf1+ 44.Tb1 Tff2 45.Tb4 Tc1+ 46.Tb1 Tcc2 47.Tb4 Tc1+ 48.Tb1 Txb1+ 49.Rxb1 Te2 50.Te7 Th2 51.Th7 Rc4 52.Tc7 c5 53.e6 Txh4 54.e7 Te4 55.a4 Rb3 56.Rc1 Remiză de comun acord \| | | |
| 1.e4 c6 2.d4 d6 3.Cf3 Cf6 4.Cc3 Ng4 5.h3 Nh5 6.Nd3 e6 7.De2 d5 8.Ng5 Ne7 9.e5 Cfd7 10.Nxe7 Dxe7 11.g4 Ng6 12.Nxg6 hxg6 13.h4 Ca6 14.O-O-O O-O-O 15.Tdg1 Cc7 16.Rb1 f6 17.exf6 Dxf6 18.Tg3 Tde8 19.Te1 Thf8 | 20.Cd1 e5 21.dxe5 Df4 22.a3 Ce6 23.Cc3 Cdc5 24.b4 Cd7 25.Dd3 Df7 26.b5 Cdc5 27.De3 Df4 28.bxc6 bxc6 29.Td1 Rc7 30.Ra1 Dxe3 31.fxe3 Tf7 32.Th3 Tef8 33.Cd4 Tf2 34.Tb1 Tg2 35.Cce2 Txg4 36.Cxe6+ Cxe6 37.Cd4 Cxd4 38.exd4 Txd4 | 39.Tg1 Tc4 40.Txg6 Txc2 41.Txg7+ Rb6 42.Tb3+ Rc5 43.Txa7 Tf1+ 44.Tb1 Tff2 45.Tb4 Tc1+ 46.Tb1 Tcc2 47.Tb4 Tc1+ 48.Tb1 Txb1+ 49.Rxb1 Te2 50.Te7 Th2 51.Th7 Rc4 52.Tc7 c5 53.e6 Txh4 54.e7 Te4 55.a4 Rb3 56.Rc1 Remiză de comun acord |

| Data: 10 mai 1997 Alb: Garry Kasparov Negru: Deep Blue Deschidere: Indiana regelui \| 1.Cf3 d5 2.g3 Ng4 3.Ng2 Cd7 4.h3 Nxf3 5.Nxf3 c6 6.d3 e6 7.e4 Ce5 8.Ng2 dxe4 9.Nxe4 Cf6 10.Ng2 Nb4+ 11.Cd2 h5 12.De2 Dc7 13.c3 Ne7 14.d4 Cg6 15.h4 e5 16.Cf3 exd4 17.Cxd4 O-O-O \| 18.Ng5 Cg4 19.O-O-O The8 20.Dc2 Rb8 21.Rb1 Nxg5 22.hxg5 C6e5 23.The1 c5 24.Cf3 Txd1+ 25.Txd1 Cc4 26.Da4 Td8 27.Te1 Cb6 28.Dc2 Dd6 29.c4 Dg6 30.Dxg6 fxg6 31.b3 Cxf2 32.Te6 Rc7 33.Txg6 Td7 34.Ch4 Cc8 \| 35.Nd5 Cd6 36.Te6 Cb5 37.cxb5 Txd5 38.Tg6 Td7 39.Cf5 Ce4 40.Cxg7 Td1+ 41.Rc2 Td2+ 42.Rc1 Txa2 43.Cxh5 Cd2 44.Cf4 Cxb3+ 45.Rb1 Td2 46.Te6 c4 47.Te3 Rb6 48.g6 Rxb5 49.g7 Rb4 Remiză de comun acord \| | | |
| 1.Cf3 d5 2.g3 Ng4 3.Ng2 Cd7 4.h3 Nxf3 5.Nxf3 c6 6.d3 e6 7.e4 Ce5 8.Ng2 dxe4 9.Nxe4 Cf6 10.Ng2 Nb4+ 11.Cd2 h5 12.De2 Dc7 13.c3 Ne7 14.d4 Cg6 15.h4 e5 16.Cf3 exd4 17.Cxd4 O-O-O | 18.Ng5 Cg4 19.O-O-O The8 20.Dc2 Rb8 21.Rb1 Nxg5 22.hxg5 C6e5 23.The1 c5 24.Cf3 Txd1+ 25.Txd1 Cc4 26.Da4 Td8 27.Te1 Cb6 28.Dc2 Dd6 29.c4 Dg6 30.Dxg6 fxg6 31.b3 Cxf2 32.Te6 Rc7 33.Txg6 Td7 34.Ch4 Cc8 | 35.Nd5 Cd6 36.Te6 Cb5 37.cxb5 Txd5 38.Tg6 Td7 39.Cf5 Ce4 40.Cxg7 Td1+ 41.Rc2 Td2+ 42.Rc1 Txa2 43.Cxh5 Cd2 44.Cf4 Cxb3+ 45.Rb1 Td2 46.Te6 c4 47.Te3 Rb6 48.g6 Rxb5 49.g7 Rb4 Remiză de comun acord |

| 1.e4 c6 2.d4 d5 3.Cc3 dxe4 4.Cxe4 Cd7 5.Cg5 Cgf6 6.Nd3 e6 7.C1f3 h6 8.Cxe6 De7 9.O-O fxe6 10.Ng6+ Rd8 | 11.Bf4 b5 12.a4 Nb7 13.Te1 Cd5 14.Ng3 Rc8 15.axb5 cxb5 16.Dd3 Nc6 17.Nf5 exf5 18.Txe7 Nxe7 19.c4 Negrul cedează |

|   | a | b | c | d | e | f | g | h |   |
| 8 | a8 black rook · c8 black king · h8 black rook · a7 black pawn · d7 black knight · e7 black bishop · g7 black pawn · c6 black bishop · h6 black pawn · b5 black pawn · d5 black knight · f5 black pawn · c4 white pawn · d4 white pawn · d3 white queen · f3 white knight · g3 white bishop · b2 white pawn · f2 white pawn · g2 white pawn · h2 white pawn · a1 white rook · g1 white king | a8 black rook · c8 black king · h8 black rook · a7 black pawn · d7 black knight · e7 black bishop · g7 black pawn · c6 black bishop · h6 black pawn · b5 black pawn · d5 black knight · f5 black pawn · c4 white pawn · d4 white pawn · d3 white queen · f3 white knight · g3 white bishop · b2 white pawn · f2 white pawn · g2 white pawn · h2 white pawn · a1 white rook · g1 white king | a8 black rook · c8 black king · h8 black rook · a7 black pawn · d7 black knight · e7 black bishop · g7 black pawn · c6 black bishop · h6 black pawn · b5 black pawn · d5 black knight · f5 black pawn · c4 white pawn · d4 white pawn · d3 white queen · f3 white knight · g3 white bishop · b2 white pawn · f2 white pawn · g2 white pawn · h2 white pawn · a1 white rook · g1 white king | a8 black rook · c8 black king · h8 black rook · a7 black pawn · d7 black knight · e7 black bishop · g7 black pawn · c6 black bishop · h6 black pawn · b5 black pawn · d5 black knight · f5 black pawn · c4 white pawn · d4 white pawn · d3 white queen · f3 white knight · g3 white bishop · b2 white pawn · f2 white pawn · g2 white pawn · h2 white pawn · a1 white rook · g1 white king | a8 black rook · c8 black king · h8 black rook · a7 black pawn · d7 black knight · e7 black bishop · g7 black pawn · c6 black bishop · h6 black pawn · b5 black pawn · d5 black knight · f5 black pawn · c4 white pawn · d4 white pawn · d3 white queen · f3 white knight · g3 white bishop · b2 white pawn · f2 white pawn · g2 white pawn · h2 white pawn · a1 white rook · g1 white king | a8 black rook · c8 black king · h8 black rook · a7 black pawn · d7 black knight · e7 black bishop · g7 black pawn · c6 black bishop · h6 black pawn · b5 black pawn · d5 black knight · f5 black pawn · c4 white pawn · d4 white pawn · d3 white queen · f3 white knight · g3 white bishop · b2 white pawn · f2 white pawn · g2 white pawn · h2 white pawn · a1 white rook · g1 white king | a8 black rook · c8 black king · h8 black rook · a7 black pawn · d7 black knight · e7 black bishop · g7 black pawn · c6 black bishop · h6 black pawn · b5 black pawn · d5 black knight · f5 black pawn · c4 white pawn · d4 white pawn · d3 white queen · f3 white knight · g3 white bishop · b2 white pawn · f2 white pawn · g2 white pawn · h2 white pawn · a1 white rook · g1 white king | a8 black rook · c8 black king · h8 black rook · a7 black pawn · d7 black knight · e7 black bishop · g7 black pawn · c6 black bishop · h6 black pawn · b5 black pawn · d5 black knight · f5 black pawn · c4 white pawn · d4 white pawn · d3 white queen · f3 white knight · g3 white bishop · b2 white pawn · f2 white pawn · g2 white pawn · h2 white pawn · a1 white rook · g1 white king | 8 |
| 7 | a8 black rook · c8 black king · h8 black rook · a7 black pawn · d7 black knight · e7 black bishop · g7 black pawn · c6 black bishop · h6 black pawn · b5 black pawn · d5 black knight · f5 black pawn · c4 white pawn · d4 white pawn · d3 white queen · f3 white knight · g3 white bishop · b2 white pawn · f2 white pawn · g2 white pawn · h2 white pawn · a1 white rook · g1 white king | a8 black rook · c8 black king · h8 black rook · a7 black pawn · d7 black knight · e7 black bishop · g7 black pawn · c6 black bishop · h6 black pawn · b5 black pawn · d5 black knight · f5 black pawn · c4 white pawn · d4 white pawn · d3 white queen · f3 white knight · g3 white bishop · b2 white pawn · f2 white pawn · g2 white pawn · h2 white pawn · a1 white rook · g1 white king | a8 black rook · c8 black king · h8 black rook · a7 black pawn · d7 black knight · e7 black bishop · g7 black pawn · c6 black bishop · h6 black pawn · b5 black pawn · d5 black knight · f5 black pawn · c4 white pawn · d4 white pawn · d3 white queen · f3 white knight · g3 white bishop · b2 white pawn · f2 white pawn · g2 white pawn · h2 white pawn · a1 white rook · g1 white king | a8 black rook · c8 black king · h8 black rook · a7 black pawn · d7 black knight · e7 black bishop · g7 black pawn · c6 black bishop · h6 black pawn · b5 black pawn · d5 black knight · f5 black pawn · c4 white pawn · d4 white pawn · d3 white queen · f3 white knight · g3 white bishop · b2 white pawn · f2 white pawn · g2 white pawn · h2 white pawn · a1 white rook · g1 white king | a8 black rook · c8 black king · h8 black rook · a7 black pawn · d7 black knight · e7 black bishop · g7 black pawn · c6 black bishop · h6 black pawn · b5 black pawn · d5 black knight · f5 black pawn · c4 white pawn · d4 white pawn · d3 white queen · f3 white knight · g3 white bishop · b2 white pawn · f2 white pawn · g2 white pawn · h2 white pawn · a1 white rook · g1 white king | a8 black rook · c8 black king · h8 black rook · a7 black pawn · d7 black knight · e7 black bishop · g7 black pawn · c6 black bishop · h6 black pawn · b5 black pawn · d5 black knight · f5 black pawn · c4 white pawn · d4 white pawn · d3 white queen · f3 white knight · g3 white bishop · b2 white pawn · f2 white pawn · g2 white pawn · h2 white pawn · a1 white rook · g1 white king | a8 black rook · c8 black king · h8 black rook · a7 black pawn · d7 black knight · e7 black bishop · g7 black pawn · c6 black bishop · h6 black pawn · b5 black pawn · d5 black knight · f5 black pawn · c4 white pawn · d4 white pawn · d3 white queen · f3 white knight · g3 white bishop · b2 white pawn · f2 white pawn · g2 white pawn · h2 white pawn · a1 white rook · g1 white king | a8 black rook · c8 black king · h8 black rook · a7 black pawn · d7 black knight · e7 black bishop · g7 black pawn · c6 black bishop · h6 black pawn · b5 black pawn · d5 black knight · f5 black pawn · c4 white pawn · d4 white pawn · d3 white queen · f3 white knight · g3 white bishop · b2 white pawn · f2 white pawn · g2 white pawn · h2 white pawn · a1 white rook · g1 white king | 7 |
| 6 | a8 black rook · c8 black king · h8 black rook · a7 black pawn · d7 black knight · e7 black bishop · g7 black pawn · c6 black bishop · h6 black pawn · b5 black pawn · d5 black knight · f5 black pawn · c4 white pawn · d4 white pawn · d3 white queen · f3 white knight · g3 white bishop · b2 white pawn · f2 white pawn · g2 white pawn · h2 white pawn · a1 white rook · g1 white king | a8 black rook · c8 black king · h8 black rook · a7 black pawn · d7 black knight · e7 black bishop · g7 black pawn · c6 black bishop · h6 black pawn · b5 black pawn · d5 black knight · f5 black pawn · c4 white pawn · d4 white pawn · d3 white queen · f3 white knight · g3 white bishop · b2 white pawn · f2 white pawn · g2 white pawn · h2 white pawn · a1 white rook · g1 white king | a8 black rook · c8 black king · h8 black rook · a7 black pawn · d7 black knight · e7 black bishop · g7 black pawn · c6 black bishop · h6 black pawn · b5 black pawn · d5 black knight · f5 black pawn · c4 white pawn · d4 white pawn · d3 white queen · f3 white knight · g3 white bishop · b2 white pawn · f2 white pawn · g2 white pawn · h2 white pawn · a1 white rook · g1 white king | a8 black rook · c8 black king · h8 black rook · a7 black pawn · d7 black knight · e7 black bishop · g7 black pawn · c6 black bishop · h6 black pawn · b5 black pawn · d5 black knight · f5 black pawn · c4 white pawn · d4 white pawn · d3 white queen · f3 white knight · g3 white bishop · b2 white pawn · f2 white pawn · g2 white pawn · h2 white pawn · a1 white rook · g1 white king | a8 black rook · c8 black king · h8 black rook · a7 black pawn · d7 black knight · e7 black bishop · g7 black pawn · c6 black bishop · h6 black pawn · b5 black pawn · d5 black knight · f5 black pawn · c4 white pawn · d4 white pawn · d3 white queen · f3 white knight · g3 white bishop · b2 white pawn · f2 white pawn · g2 white pawn · h2 white pawn · a1 white rook · g1 white king | a8 black rook · c8 black king · h8 black rook · a7 black pawn · d7 black knight · e7 black bishop · g7 black pawn · c6 black bishop · h6 black pawn · b5 black pawn · d5 black knight · f5 black pawn · c4 white pawn · d4 white pawn · d3 white queen · f3 white knight · g3 white bishop · b2 white pawn · f2 white pawn · g2 white pawn · h2 white pawn · a1 white rook · g1 white king | a8 black rook · c8 black king · h8 black rook · a7 black pawn · d7 black knight · e7 black bishop · g7 black pawn · c6 black bishop · h6 black pawn · b5 black pawn · d5 black knight · f5 black pawn · c4 white pawn · d4 white pawn · d3 white queen · f3 white knight · g3 white bishop · b2 white pawn · f2 white pawn · g2 white pawn · h2 white pawn · a1 white rook · g1 white king | a8 black rook · c8 black king · h8 black rook · a7 black pawn · d7 black knight · e7 black bishop · g7 black pawn · c6 black bishop · h6 black pawn · b5 black pawn · d5 black knight · f5 black pawn · c4 white pawn · d4 white pawn · d3 white queen · f3 white knight · g3 white bishop · b2 white pawn · f2 white pawn · g2 white pawn · h2 white pawn · a1 white rook · g1 white king | 6 |
| 5 | a8 black rook · c8 black king · h8 black rook · a7 black pawn · d7 black knight · e7 black bishop · g7 black pawn · c6 black bishop · h6 black pawn · b5 black pawn · d5 black knight · f5 black pawn · c4 white pawn · d4 white pawn · d3 white queen · f3 white knight · g3 white bishop · b2 white pawn · f2 white pawn · g2 white pawn · h2 white pawn · a1 white rook · g1 white king | a8 black rook · c8 black king · h8 black rook · a7 black pawn · d7 black knight · e7 black bishop · g7 black pawn · c6 black bishop · h6 black pawn · b5 black pawn · d5 black knight · f5 black pawn · c4 white pawn · d4 white pawn · d3 white queen · f3 white knight · g3 white bishop · b2 white pawn · f2 white pawn · g2 white pawn · h2 white pawn · a1 white rook · g1 white king | a8 black rook · c8 black king · h8 black rook · a7 black pawn · d7 black knight · e7 black bishop · g7 black pawn · c6 black bishop · h6 black pawn · b5 black pawn · d5 black knight · f5 black pawn · c4 white pawn · d4 white pawn · d3 white queen · f3 white knight · g3 white bishop · b2 white pawn · f2 white pawn · g2 white pawn · h2 white pawn · a1 white rook · g1 white king | a8 black rook · c8 black king · h8 black rook · a7 black pawn · d7 black knight · e7 black bishop · g7 black pawn · c6 black bishop · h6 black pawn · b5 black pawn · d5 black knight · f5 black pawn · c4 white pawn · d4 white pawn · d3 white queen · f3 white knight · g3 white bishop · b2 white pawn · f2 white pawn · g2 white pawn · h2 white pawn · a1 white rook · g1 white king | a8 black rook · c8 black king · h8 black rook · a7 black pawn · d7 black knight · e7 black bishop · g7 black pawn · c6 black bishop · h6 black pawn · b5 black pawn · d5 black knight · f5 black pawn · c4 white pawn · d4 white pawn · d3 white queen · f3 white knight · g3 white bishop · b2 white pawn · f2 white pawn · g2 white pawn · h2 white pawn · a1 white rook · g1 white king | a8 black rook · c8 black king · h8 black rook · a7 black pawn · d7 black knight · e7 black bishop · g7 black pawn · c6 black bishop · h6 black pawn · b5 black pawn · d5 black knight · f5 black pawn · c4 white pawn · d4 white pawn · d3 white queen · f3 white knight · g3 white bishop · b2 white pawn · f2 white pawn · g2 white pawn · h2 white pawn · a1 white rook · g1 white king | a8 black rook · c8 black king · h8 black rook · a7 black pawn · d7 black knight · e7 black bishop · g7 black pawn · c6 black bishop · h6 black pawn · b5 black pawn · d5 black knight · f5 black pawn · c4 white pawn · d4 white pawn · d3 white queen · f3 white knight · g3 white bishop · b2 white pawn · f2 white pawn · g2 white pawn · h2 white pawn · a1 white rook · g1 white king | a8 black rook · c8 black king · h8 black rook · a7 black pawn · d7 black knight · e7 black bishop · g7 black pawn · c6 black bishop · h6 black pawn · b5 black pawn · d5 black knight · f5 black pawn · c4 white pawn · d4 white pawn · d3 white queen · f3 white knight · g3 white bishop · b2 white pawn · f2 white pawn · g2 white pawn · h2 white pawn · a1 white rook · g1 white king | 5 |
| 4 | a8 black rook · c8 black king · h8 black rook · a7 black pawn · d7 black knight · e7 black bishop · g7 black pawn · c6 black bishop · h6 black pawn · b5 black pawn · d5 black knight · f5 black pawn · c4 white pawn · d4 white pawn · d3 white queen · f3 white knight · g3 white bishop · b2 white pawn · f2 white pawn · g2 white pawn · h2 white pawn · a1 white rook · g1 white king | a8 black rook · c8 black king · h8 black rook · a7 black pawn · d7 black knight · e7 black bishop · g7 black pawn · c6 black bishop · h6 black pawn · b5 black pawn · d5 black knight · f5 black pawn · c4 white pawn · d4 white pawn · d3 white queen · f3 white knight · g3 white bishop · b2 white pawn · f2 white pawn · g2 white pawn · h2 white pawn · a1 white rook · g1 white king | a8 black rook · c8 black king · h8 black rook · a7 black pawn · d7 black knight · e7 black bishop · g7 black pawn · c6 black bishop · h6 black pawn · b5 black pawn · d5 black knight · f5 black pawn · c4 white pawn · d4 white pawn · d3 white queen · f3 white knight · g3 white bishop · b2 white pawn · f2 white pawn · g2 white pawn · h2 white pawn · a1 white rook · g1 white king | a8 black rook · c8 black king · h8 black rook · a7 black pawn · d7 black knight · e7 black bishop · g7 black pawn · c6 black bishop · h6 black pawn · b5 black pawn · d5 black knight · f5 black pawn · c4 white pawn · d4 white pawn · d3 white queen · f3 white knight · g3 white bishop · b2 white pawn · f2 white pawn · g2 white pawn · h2 white pawn · a1 white rook · g1 white king | a8 black rook · c8 black king · h8 black rook · a7 black pawn · d7 black knight · e7 black bishop · g7 black pawn · c6 black bishop · h6 black pawn · b5 black pawn · d5 black knight · f5 black pawn · c4 white pawn · d4 white pawn · d3 white queen · f3 white knight · g3 white bishop · b2 white pawn · f2 white pawn · g2 white pawn · h2 white pawn · a1 white rook · g1 white king | a8 black rook · c8 black king · h8 black rook · a7 black pawn · d7 black knight · e7 black bishop · g7 black pawn · c6 black bishop · h6 black pawn · b5 black pawn · d5 black knight · f5 black pawn · c4 white pawn · d4 white pawn · d3 white queen · f3 white knight · g3 white bishop · b2 white pawn · f2 white pawn · g2 white pawn · h2 white pawn · a1 white rook · g1 white king | a8 black rook · c8 black king · h8 black rook · a7 black pawn · d7 black knight · e7 black bishop · g7 black pawn · c6 black bishop · h6 black pawn · b5 black pawn · d5 black knight · f5 black pawn · c4 white pawn · d4 white pawn · d3 white queen · f3 white knight · g3 white bishop · b2 white pawn · f2 white pawn · g2 white pawn · h2 white pawn · a1 white rook · g1 white king | a8 black rook · c8 black king · h8 black rook · a7 black pawn · d7 black knight · e7 black bishop · g7 black pawn · c6 black bishop · h6 black pawn · b5 black pawn · d5 black knight · f5 black pawn · c4 white pawn · d4 white pawn · d3 white queen · f3 white knight · g3 white bishop · b2 white pawn · f2 white pawn · g2 white pawn · h2 white pawn · a1 white rook · g1 white king | 4 |
| 3 | a8 black rook · c8 black king · h8 black rook · a7 black pawn · d7 black knight · e7 black bishop · g7 black pawn · c6 black bishop · h6 black pawn · b5 black pawn · d5 black knight · f5 black pawn · c4 white pawn · d4 white pawn · d3 white queen · f3 white knight · g3 white bishop · b2 white pawn · f2 white pawn · g2 white pawn · h2 white pawn · a1 white rook · g1 white king | a8 black rook · c8 black king · h8 black rook · a7 black pawn · d7 black knight · e7 black bishop · g7 black pawn · c6 black bishop · h6 black pawn · b5 black pawn · d5 black knight · f5 black pawn · c4 white pawn · d4 white pawn · d3 white queen · f3 white knight · g3 white bishop · b2 white pawn · f2 white pawn · g2 white pawn · h2 white pawn · a1 white rook · g1 white king | a8 black rook · c8 black king · h8 black rook · a7 black pawn · d7 black knight · e7 black bishop · g7 black pawn · c6 black bishop · h6 black pawn · b5 black pawn · d5 black knight · f5 black pawn · c4 white pawn · d4 white pawn · d3 white queen · f3 white knight · g3 white bishop · b2 white pawn · f2 white pawn · g2 white pawn · h2 white pawn · a1 white rook · g1 white king | a8 black rook · c8 black king · h8 black rook · a7 black pawn · d7 black knight · e7 black bishop · g7 black pawn · c6 black bishop · h6 black pawn · b5 black pawn · d5 black knight · f5 black pawn · c4 white pawn · d4 white pawn · d3 white queen · f3 white knight · g3 white bishop · b2 white pawn · f2 white pawn · g2 white pawn · h2 white pawn · a1 white rook · g1 white king | a8 black rook · c8 black king · h8 black rook · a7 black pawn · d7 black knight · e7 black bishop · g7 black pawn · c6 black bishop · h6 black pawn · b5 black pawn · d5 black knight · f5 black pawn · c4 white pawn · d4 white pawn · d3 white queen · f3 white knight · g3 white bishop · b2 white pawn · f2 white pawn · g2 white pawn · h2 white pawn · a1 white rook · g1 white king | a8 black rook · c8 black king · h8 black rook · a7 black pawn · d7 black knight · e7 black bishop · g7 black pawn · c6 black bishop · h6 black pawn · b5 black pawn · d5 black knight · f5 black pawn · c4 white pawn · d4 white pawn · d3 white queen · f3 white knight · g3 white bishop · b2 white pawn · f2 white pawn · g2 white pawn · h2 white pawn · a1 white rook · g1 white king | a8 black rook · c8 black king · h8 black rook · a7 black pawn · d7 black knight · e7 black bishop · g7 black pawn · c6 black bishop · h6 black pawn · b5 black pawn · d5 black knight · f5 black pawn · c4 white pawn · d4 white pawn · d3 white queen · f3 white knight · g3 white bishop · b2 white pawn · f2 white pawn · g2 white pawn · h2 white pawn · a1 white rook · g1 white king | a8 black rook · c8 black king · h8 black rook · a7 black pawn · d7 black knight · e7 black bishop · g7 black pawn · c6 black bishop · h6 black pawn · b5 black pawn · d5 black knight · f5 black pawn · c4 white pawn · d4 white pawn · d3 white queen · f3 white knight · g3 white bishop · b2 white pawn · f2 white pawn · g2 white pawn · h2 white pawn · a1 white rook · g1 white king | 3 |
| 2 | a8 black rook · c8 black king · h8 black rook · a7 black pawn · d7 black knight · e7 black bishop · g7 black pawn · c6 black bishop · h6 black pawn · b5 black pawn · d5 black knight · f5 black pawn · c4 white pawn · d4 white pawn · d3 white queen · f3 white knight · g3 white bishop · b2 white pawn · f2 white pawn · g2 white pawn · h2 white pawn · a1 white rook · g1 white king | a8 black rook · c8 black king · h8 black rook · a7 black pawn · d7 black knight · e7 black bishop · g7 black pawn · c6 black bishop · h6 black pawn · b5 black pawn · d5 black knight · f5 black pawn · c4 white pawn · d4 white pawn · d3 white queen · f3 white knight · g3 white bishop · b2 white pawn · f2 white pawn · g2 white pawn · h2 white pawn · a1 white rook · g1 white king | a8 black rook · c8 black king · h8 black rook · a7 black pawn · d7 black knight · e7 black bishop · g7 black pawn · c6 black bishop · h6 black pawn · b5 black pawn · d5 black knight · f5 black pawn · c4 white pawn · d4 white pawn · d3 white queen · f3 white knight · g3 white bishop · b2 white pawn · f2 white pawn · g2 white pawn · h2 white pawn · a1 white rook · g1 white king | a8 black rook · c8 black king · h8 black rook · a7 black pawn · d7 black knight · e7 black bishop · g7 black pawn · c6 black bishop · h6 black pawn · b5 black pawn · d5 black knight · f5 black pawn · c4 white pawn · d4 white pawn · d3 white queen · f3 white knight · g3 white bishop · b2 white pawn · f2 white pawn · g2 white pawn · h2 white pawn · a1 white rook · g1 white king | a8 black rook · c8 black king · h8 black rook · a7 black pawn · d7 black knight · e7 black bishop · g7 black pawn · c6 black bishop · h6 black pawn · b5 black pawn · d5 black knight · f5 black pawn · c4 white pawn · d4 white pawn · d3 white queen · f3 white knight · g3 white bishop · b2 white pawn · f2 white pawn · g2 white pawn · h2 white pawn · a1 white rook · g1 white king | a8 black rook · c8 black king · h8 black rook · a7 black pawn · d7 black knight · e7 black bishop · g7 black pawn · c6 black bishop · h6 black pawn · b5 black pawn · d5 black knight · f5 black pawn · c4 white pawn · d4 white pawn · d3 white queen · f3 white knight · g3 white bishop · b2 white pawn · f2 white pawn · g2 white pawn · h2 white pawn · a1 white rook · g1 white king | a8 black rook · c8 black king · h8 black rook · a7 black pawn · d7 black knight · e7 black bishop · g7 black pawn · c6 black bishop · h6 black pawn · b5 black pawn · d5 black knight · f5 black pawn · c4 white pawn · d4 white pawn · d3 white queen · f3 white knight · g3 white bishop · b2 white pawn · f2 white pawn · g2 white pawn · h2 white pawn · a1 white rook · g1 white king | a8 black rook · c8 black king · h8 black rook · a7 black pawn · d7 black knight · e7 black bishop · g7 black pawn · c6 black bishop · h6 black pawn · b5 black pawn · d5 black knight · f5 black pawn · c4 white pawn · d4 white pawn · d3 white queen · f3 white knight · g3 white bishop · b2 white pawn · f2 white pawn · g2 white pawn · h2 white pawn · a1 white rook · g1 white king | 2 |
| 1 | a8 black rook · c8 black king · h8 black rook · a7 black pawn · d7 black knight · e7 black bishop · g7 black pawn · c6 black bishop · h6 black pawn · b5 black pawn · d5 black knight · f5 black pawn · c4 white pawn · d4 white pawn · d3 white queen · f3 white knight · g3 white bishop · b2 white pawn · f2 white pawn · g2 white pawn · h2 white pawn · a1 white rook · g1 white king | a8 black rook · c8 black king · h8 black rook · a7 black pawn · d7 black knight · e7 black bishop · g7 black pawn · c6 black bishop · h6 black pawn · b5 black pawn · d5 black knight · f5 black pawn · c4 white pawn · d4 white pawn · d3 white queen · f3 white knight · g3 white bishop · b2 white pawn · f2 white pawn · g2 white pawn · h2 white pawn · a1 white rook · g1 white king | a8 black rook · c8 black king · h8 black rook · a7 black pawn · d7 black knight · e7 black bishop · g7 black pawn · c6 black bishop · h6 black pawn · b5 black pawn · d5 black knight · f5 black pawn · c4 white pawn · d4 white pawn · d3 white queen · f3 white knight · g3 white bishop · b2 white pawn · f2 white pawn · g2 white pawn · h2 white pawn · a1 white rook · g1 white king | a8 black rook · c8 black king · h8 black rook · a7 black pawn · d7 black knight · e7 black bishop · g7 black pawn · c6 black bishop · h6 black pawn · b5 black pawn · d5 black knight · f5 black pawn · c4 white pawn · d4 white pawn · d3 white queen · f3 white knight · g3 white bishop · b2 white pawn · f2 white pawn · g2 white pawn · h2 white pawn · a1 white rook · g1 white king | a8 black rook · c8 black king · h8 black rook · a7 black pawn · d7 black knight · e7 black bishop · g7 black pawn · c6 black bishop · h6 black pawn · b5 black pawn · d5 black knight · f5 black pawn · c4 white pawn · d4 white pawn · d3 white queen · f3 white knight · g3 white bishop · b2 white pawn · f2 white pawn · g2 white pawn · h2 white pawn · a1 white rook · g1 white king | a8 black rook · c8 black king · h8 black rook · a7 black pawn · d7 black knight · e7 black bishop · g7 black pawn · c6 black bishop · h6 black pawn · b5 black pawn · d5 black knight · f5 black pawn · c4 white pawn · d4 white pawn · d3 white queen · f3 white knight · g3 white bishop · b2 white pawn · f2 white pawn · g2 white pawn · h2 white pawn · a1 white rook · g1 white king | a8 black rook · c8 black king · h8 black rook · a7 black pawn · d7 black knight · e7 black bishop · g7 black pawn · c6 black bishop · h6 black pawn · b5 black pawn · d5 black knight · f5 black pawn · c4 white pawn · d4 white pawn · d3 white queen · f3 white knight · g3 white bishop · b2 white pawn · f2 white pawn · g2 white pawn · h2 white pawn · a1 white rook · g1 white king | a8 black rook · c8 black king · h8 black rook · a7 black pawn · d7 black knight · e7 black bishop · g7 black pawn · c6 black bishop · h6 black pawn · b5 black pawn · d5 black knight · f5 black pawn · c4 white pawn · d4 white pawn · d3 white queen · f3 white knight · g3 white bishop · b2 white pawn · f2 white pawn · g2 white pawn · h2 white pawn · a1 white rook · g1 white king | 1 |
|   | a | b | c | d | e | f | g | h |   |

Meciul a început sub bune auspicii pentru campionul mondial care câștigă prima partidă dar o pierde pe următoarea, partidă controversată pe care Kasparov a cedat-o dintr-un impuls nervos în timp ce negrul și albul se aflau pe poziții egale, Kasparov ratând analiza unor mutări ulterioare care l-ar fi adus în poziția de șah perpetuu forțând remiza. Următoarele trei partide se încheie la egalitate, cu mențiunea că în jocul 3 Kasparov a variat printr-o deschidere mai puțin obișnuită, deschiderea Mieses, sperând ca jocul exotic să îl destabilizeze pe Deep Blue. În ultima partidă Kasparov să cedează după doar 19 mutări, stabilind scorul final: Deep Blue - Garry Kasparov 3½–2½.

## Ecouri și controverse

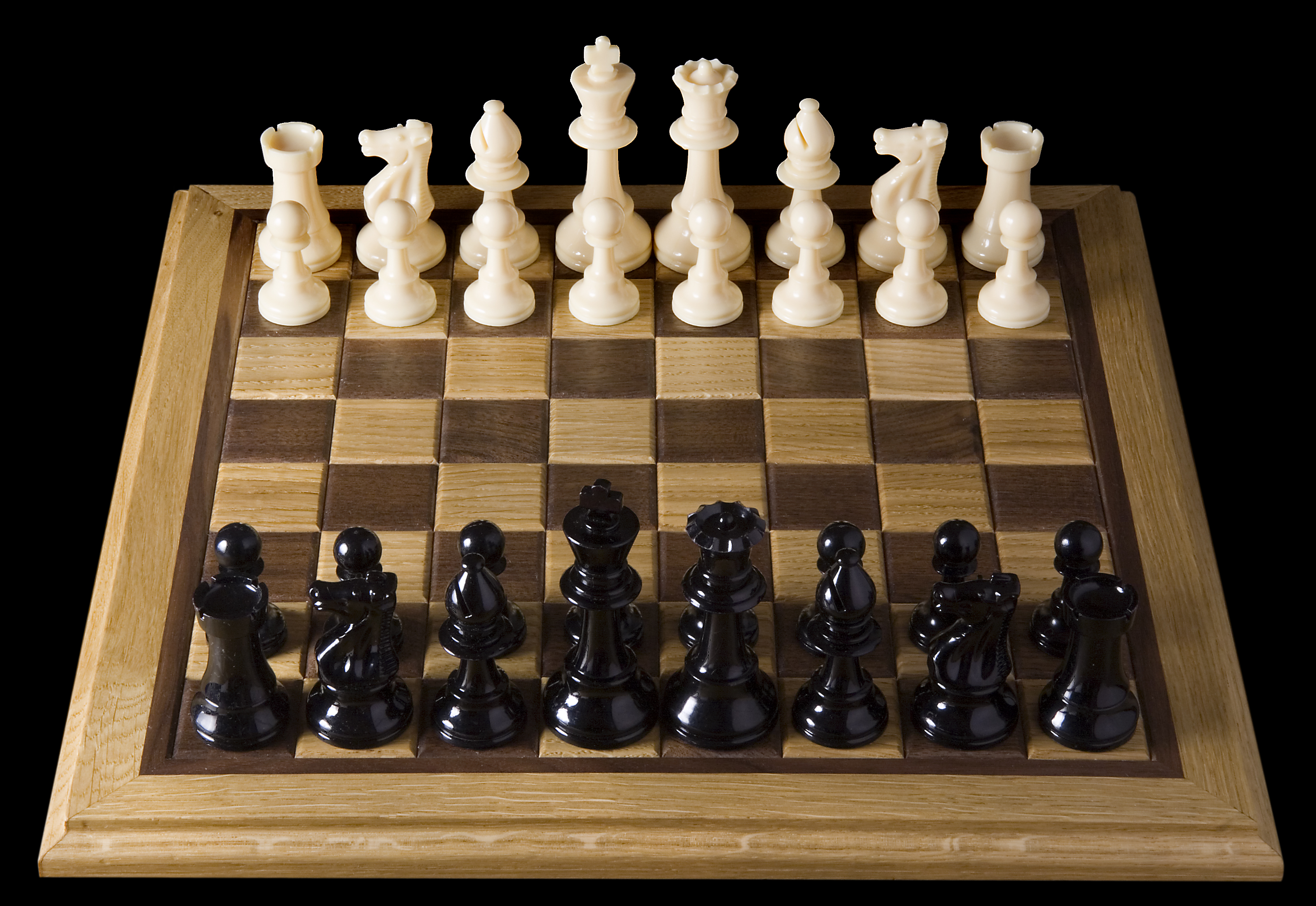
Eșicher cu piese de șah în poziție de start. Imagine din perspectiva negrului

Revanșa dintre campionul mondial și Deep Blue a fost denumită „cel mai spectaculos eveniment din istoria șahului”. Era pentru prima dată cand calculatorul învingea un campion mondial și, totodată, singura înfrângere din cei 15 ani consecutivi de supremație ai lui Kasparov, până la pierderea titlului din anul 2000. Mari maeștri, începând cu cei trei comentatori pentru IBM Maurice Ashley, Yasser Seirawan și Michael Valvo dar și alții precum Monty Newborn, Susan Polgar, Michael Khodarkovsky, Patrick Wolff, Danny Kopec, Lev Alburt, etc., au analizat partidele jucate și au încercat diverse concluzii și explicații, de la cele efective asupra jocului la cele de ordin general legate de jocul exotic și riscant al lui Kasparov pentru a destabiliza sistemul, de caracterul atipic al adversarilor sau de temperamentul campionului mondial. În general s-a considerat că Garry Kasparov a cedat prematur, atât în jocul 2 - când pozițiile erau egale - cât și în ultimul când, totuși, avea un mic dezavantaj pozițional.
Echipa IBM și Kasparov au subliniat niște diferențe și caracteristici ale celor doi adversari, dincolo de capacitățile comune de „privi” tabla și de a analiza pozițiile. În 10 puncte, IBM compara jucătorii astfel:
- Deep Blue putea evalua 200 de milioane de poziții pe secundă. Kasparov până la maxim trei
- Cantitatea de cunoștințe a lui Deep Blue era mică dar avea o enormă capacitate de calcul. Kasparov avea vaste cunoștințe dar o redusă capacitate de calcul
- Kasparov utiliza un fantastic simț al intuiției, inovației și imaginației în vreme ce Deep Blue era lipsit complet de simț și intuiție
- Deep Blue a beneficiat de ghidajul a cinci cercetatori IBM și al unui mare maestru internațional. Kasparov de antrenorul său Yuri Dokhoian și pasiunea sa pentru șah
- Garry Kasparov era capabil să învețe din propriile succese sau eșecuri. Deep Blue nu era capabil să învețe, dacă ar fi comis o eroare ar fi repetat-o în situații similare la nesfârșit.
- Deep Blue nu putea „uita” niciodată ceea ce avea programat, nu putea fi distras și nici intimidat de factori externi (precum celebra privire fixă a lui Kasparov). Campionul mondial, deși un competitor de top, era supus fragilității umane precum oboseala, plictiseala sau lipsa de concentrare
- Deep Blue era extrem de eficient privind jocul de șah dar, ca și inteligență, era inferior oricărei ființe umane. Kasparov era foarte inteligent, autor a trei carți, jucator de șah de top, vorbind multe limbi străine, persoană activă politic și orator motivațional invitat regulat la numeroase conferințe internaționale
- Orice schimbare în modul de joc al lui Deep Blue putea avea loc doar între jocuri. Kasparov își putea adapta, schimba și calibra jocul în orice moment, înainte, în timpul sau după fiecare partidă
- Kasparov avea de partea sa abilitatea de a-și evalua adversarul, de a sesiza slăbiciunile acestuia și de a le folosi apoi în avantajul său. Deep Blue putea analiza strict pozițiile de pe eșicher, nu și de a evalua și sesiza slabiciunile adversarului
- Kasparov era capabil sa determine următoarea mutare căutând selectiv prin pozițiile viitoare utile, eliminand (cu rezerva erorilor umane) din calcule pozițiile inutile. Deep Blue trebuia să urmeze o cautare profunda, o analiză aproape completă a cât mai multe poziții, chiar și inutile (ceea ce nu e chiar un dezavantaj cand capacitatea de căutare era de 200.000.000 de poziții)

Stilul de joc al lui Deep Blue era forța brută dată de puterea mare de calcul iar campionul mondial putea suplini prin avantajele specifice umane. De aceea, una din nemulțumirile de bază ale lui Kasparov a fost faptul ca IBM i-a refuzat accesul la partidele anterioare ale lui Deep Blue, deși supercomputerul avea analiza a sute de partide ale lui Kasparov, împiedicandu-l să-și cunoască adversarul.
Turneul s-a încheiat într-o atmosferă de suspiciune și ostilitate din partea lui Kasparov, care a acuzat IBM ca a construit mașina cu scopul precis de a-l bate pe el și care a suspectat intervenția umană în jocul lui Deep Blue în special în jocul 2 în care a observat inteligență și creativitate. Frederick Friedel, antrenorul și sfătuitorul lui Kasparov în jocul împotriva calculatoarelor, a declarat că propriul lor calculator, Fritz - capabil de analize sofisticate dar de 1000 de ori mai slab decât Deep Blue - a duplicat 80% din mutările lui Deep Blue din timpul meciurilor în timpul a un minut de calcule. Aproximativ 19 din celelalte procente au fost duplicate după ce Fritz a fost lăsat să calculeze timp de 6-8 ore dar aproximativ 1% dintre mutări nu au putut fi duplicate de Fritz în niciun fel, chiar și după ce Friedel și Kasparov au i-au dat indicii substanțiale.
Întrebat de reporterii Washington Post dacă a acuzat direct echipa IBM că a trișat Kasparov a răspuns:
„Am sugerat că au existat lucruri în acest meci care sunt dincolo de puterea mea de înțelegere... Probabil nu există nicio posibilitate să se dovedească faptul că Deep Blue este cel care a făcut sau nu o anumită mutare”
Ceea ce a stârnit suspiciunile lui Kasparov a fost jocul 2, cel în care, conform declarațiilor campionului mondial, deși a jucat impecabil până în acel moment, Deep Blue mută astfel încât Kasparov avea posibilitatea de a smulge remiza prin metoda șahului perpetuu. Kasparov a cedat neobservând posibilitatea, dar și-a exprimat nelămuririle legate de neatenția lui Deep Blue. Kasparov a solicitat IBM înregistrările jocului 2 din scriptul lui Deep Blue dar IBM i-a refuzat cererea, deși a publicat ulterior porțiuni ale lor pe Internet. IBM a respins aceste acuzații prin vocea coordonatorului de proiect CJ Tan, afirmând că Deep Blue nu a primit asistență umană în timpul partidelor.
În anul 2003 a apărut filmul documentar Game Over: Kasparov and the Machine care a explorat aceste afirmații. În regia lui Vikram Jayanti, filmul prezintă înfruntarea din perspectiva unei intrigi, a unei mișcări de marketing a companiei americane prin care promovarea puternică a victoriei să creasca valoarea activului său pe piața bursieră. Regizorul afirmă că valoarea stocului a crescut datorită mediatizării confruntării la 2 miliarde de dolari, în vreme ce IBM estimează la aproximativ 50.000.000 câștigurile corporației din publicitate pe timpul meciului.

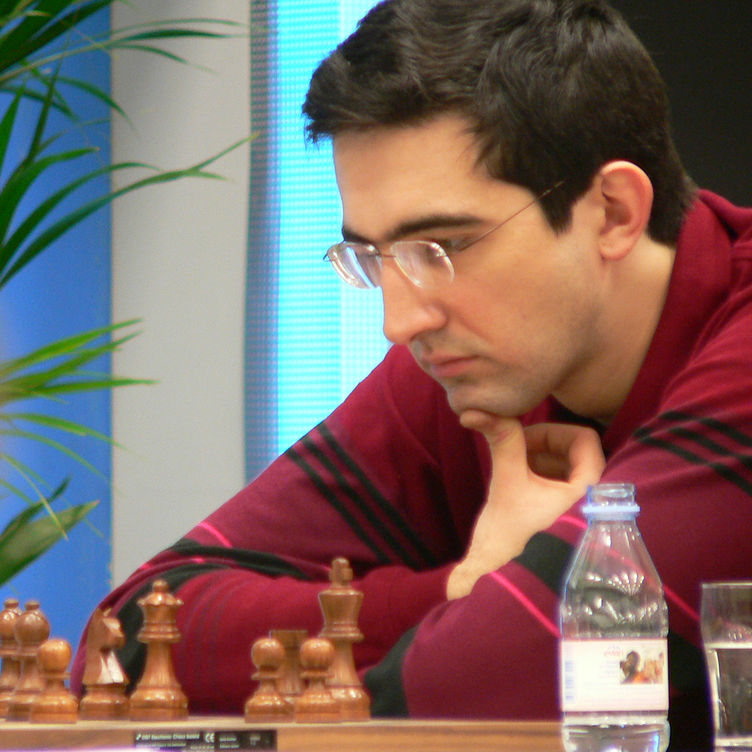
Vladimir Kramnik, al doilea campion mondial în exercițiu (2000–2006) care a pierdut într-un turneu desfășurat împotriva unui calculator, (2003)

Imediat după încheierea turneului, într-o emisiune televizată și în fața a milioane de telespectatori, Garry Kasparov l-a provocat oficial pe Deep Blue la un al treilea meci care să se desfășoare în 10 partide disputate în zile alternative, marele maestru fiind dispus chiar să îl accepte pe Deep Blue drept campion mondial în cazul în care ar fi pierdut (lucru, de altfel, imposibil deoarece calculatoarele nu sunt adversari eligibili pentru titlurile mondiale). Deși inițial CJ Tan a declarat că provocarea este luată în considerare, IBM a refuzat provocarea iar Deep Blue a fost dezasamblat. Feng-hsiung Hsu, inițiatorul proiectului, a cumpărat de la companie chip-ul lui Deep Blue și a încercat în repetate rânduri să stabilească o confruntare concretă a celor doi adversari dar lipsa de fonduri, sponsori, a unei echipe tehnice și a echipamentelor hardware pentru reconstrucția lui Deep Blue au făcut ca intenția să nu se materializeze vreodată.
Lupta campionilor mondiali de șah cu tehnologia a continuat și după dezasamblarea lui Deep Blue. Kasparov a continuat să accepte provocările calculatoarelor și programelor de șah: în 2003 a încheiat la egalitate cu Deep Junior într-un turneu de șase partide și cu un premiu de 1 milion de dolari, în același an remizând și în turneul de patru partide cu X3D Fritz, folosind doar o tablă virtuală și ochelari 3D. În 1999 a susținut și un meci împotriva lumii pe siteul Microsoft, învingând după o partidă desfășurată timp de patru luni iar campionul mondial Vladimir Kramnik a pierdut cu scorul de 4-2 în fața lui Deep Fritz⁠(d) în 2006, dupa ce terminase la egalitate cu acesta în turneul din 2003.